# Zastava M48
M24 i M48 serija puška je puška jugoslavenske proizvodnje nastala na osnovi puške Mauser Karabiner 98 modificirane za proizvodnju u Kraljevini Jugoslaviji prije Drugog svjetskog rata.
Obje su puške bile repetirke, što znači da za svaki novi pucanj je potrebno nanovo ubaciti metak u cijev repetiranjem zatvarača same puške pri čemu se čahura ispucanog metka izbacuje, a iz spremnika ubacuje novi metak. Može pucati samo jedinačno. 
Zbog svoje velike preciznosti ova je puška često korištena za izradu improviziranih snajperskih pušaka tijekom Domovinskog rata. Svoje najbolje mogućnosti i rezultate postiže na daljinama do 1000 m. Posjeduje tromblonski nastavak pa može ispucavati i tromblonske mine. Kalibar joj je 7.9x57mm IS, a kapacitet spremnika je 5 metaka. Puška M-48 je vrlo slična pušci Karabiner 98k ali ima 3mm kraću cijev, i direktni nasljednik je pušci kraljevine Jugoslavije M24, iz 1924. g. licencirana iz Belgije a projektirao ju je originalno FN, iz Herstala, Belgije.
M48 je nadogradnja na M24 pušku, s čak i malo dužom cijevi (oko 10 cm).

## Povijest

### Ažuriranje
M24 nije odmah bio zapostavljen u naoružanju za M48, nego su se razvili razne varijante na tu pušku kao što je bio M24/47, Karabin sokolske verzije naravno i jurišni karabin, a još van Jugoslavije i pogotovo u Belgiji, Belgijski modeli su bili ažurirani do 1950.-ih godina čak, recimo za izvoz u SAD za lovačke puške kalibra .30 Springfield i za svoju vojsku.

### Uporaba
Puška FN M24 se rabila od Kraljevine Jugoslavije kada se branila od nacističke i f. talijanske invazije 1941. g., u nekim postrojbama fašističkog Waffen SS-a u BiH teritoriju i Hrvatskoj kao što su Handžar divizija i oko balkanskih teritorija, nekada čak i u SSSR-u. Naravno, M24 pušku su i koristili partizani SFRJ (NOVJ) protiv Nacističkih vojnika i saveznika na teritoriju Hrvatske, BiH, Srbije i Crne Gore, što je eventualno postalo SFR Jugoslavija.
M48 puška se koristila u naoružanju Jugoslavenske Narodne Armije i Teritorijalne Obrane Jugoslavije, i tom prilikom u Domovinskom ratu, gdje su sve sile poznato koristile sve M48 puške kojih su se domogli, maiako i one nisu bile popularnosti kakve je bila AK-47 i Kalašnjikov-stil M70 jurišne puške, Rumunjske PM model 1963., AKM, AKMS, AKS-74U i tako dalje naravno.
M48 je primarno u ratovima bivše Jugoslavije 1990.-ih bio popularan kao snajperska puška, gdje bi stavljali optičke lovačke ciljnike velike razlučivosti za velike daljine tj. od 800 metara do 2 kilometra recimo, što je i tipično za snajpera.
Danas je samo lovačka puška.

## Specifikacije
M48 puška je duga 1.095 mm, težine je 4,1 kilograma a kalibra je Mauserovog 7.9x57mm IS. Brzina metaka je tipična 730-800 m/s, što bi bilo energije od 3.800 Džula do 4.150 Džula, što je veoma jaka ubojita sposobnost ali naravno tipična za ovaj metak i dužinu cijevi, koja je 597 mm.
Može montirati teleskopirajuću optiku ili samo standardni ciljnik, vrlo sličan Mauserovom Karabiner 98k ciljniku i na isti način se postavlja domet zadnjeg ciljnika.

## Vanjske poveznice
- Prva domaća puška - 7,9 mm Mauser M1924 (Oružje Online, Branko Bogdanović, 14.10.2019.)
- Karabin 7,9mm М24, М24K и 24ČK (Oružje Online, Branko Bogdanović, 2020.)
- Zagonetna sudbina "jugoslavenske" puške Mauzer-Jelen (Oružje Online, Branko Bogdanović, 2020)
- Snajperska puška sistema Mauser 7,9 mm M53 (Oružje Online, Branko Bogdanović, 2021)
- Laka puška 7,9 mm M53 (Oružje Online, Branko Bogdanović, 2020)
- Puška legenda M48 (RTS Dozvolite - Zvanični kanal
- Forgotten Weapons: Adventures in Surplanes - Yugoslav M48 Mauser
- Forgotten Weapons: Yugoslav M52 Sniper - East meets West
- Forgotten Weapons: Serbian 1899 Mauser - Like Boers in Europa
- Forgotten Weapons: Serbian 1908 Carbine - Light, Handy, and Chambered for 7x57
- C&Rsenal: Small Arms of WW1 Primer 094 - Serbian Mausers 1899 and 1908
- C&Rsenal: Small Arms of WW1 Primer 112 - Serbian Mauser 1910